# Jack Ma
Ma Yun (vereenvoudigd Chinees: 马云; traditioneel Chinees: 馬雲; pinyin: Mǎ Yún) (Hangzhou, 10 september 1964), buiten de Volksrepubliek China beter bekend als Jack Ma, is een Chinees zakenman, investeerder en politicus. Hij is mede-oprichter van de Alibaba Group. Hij is daarnaast ook China's grootste filantroop, en een groot voorstander van een open en marktgestuurde economie.
Ma is een vooraanstaand bedrijfsleider en wordt gezien als een wereldwijde ambassadeur voor het Chinese bedrijfsleven en wordt daarom vaak gezien als een van de machtigste mensen ter wereld. Forbes zette hem op de 21e plaats op de lijst van meest machtige mensen, in 2017 stond Ma op de 2e plaats van Fortune's "World's 50 Greatest Leaders". 

## Biografie

### Jeugd en opleiding
Jack Ma werd geboren als Ma Yun op 10 september 1964 in Hangzhou, Zhejiang, China. Hij begon al op jonge leeftijd Engels te studeren en te oefenen door te praten met Engelsen in het Hangzhou International Hotel. Negen jaar lang gaf Ma toeristen rondleidingen om zijn Engels te oefenen. Hij werd bevriend met een van die toeristen, die hem de bijnaam "Jack" gaf omdat hij het moeilijk vond zijn Chinese naam uit te spreken.  
Later in zijn jeugd had Ma moeite met zijn toelating tot de universiteit. De Chinese toelatingsexamens worden slechts één keer per jaar gehouden en het duurde vier jaar vooraleer Ma slaagde voor het examen. Ma studeerde aan het Hangzhou Teacher's Institute (momenteel bekend als Hangzhou Normal University) en studeerde in 1988 af met een Bachelor of Arts in Engels. Op school stond Ma aan het hoofd van de studentenraad. Na zijn studies werd hij docent Engels en internationale handel aan de Hangzhou Dianzi University. Hij solliciteerde ook tien keer bij de Harvard Business School maar werd elke keer afgewezen.  

### Zakelijke carrière
Ma solliciteerde voor 30 verschillende banen, maar werd elke keer afgewezen. Hij probeerde het onder meer bij KFC en de politie, maar werd niet aangenomen. 
In 1994 startte hij zijn eerste bedrijf, Hangzhou Haibo Translation Agency, een vertaalagentschap. Begin 1995 ging hij met vrienden naar de VS om meer info te vergaren over de werking van het internet. Tot zijn verbazing was er amper of geen informatie over China te vinden op het internet, dus creëerde hij een website, en dat was een succes. Om 9u40 ging zijn website online, om 12u30 had hij al talrijke e-mails ontvangen van Chinese investeerders die meer over hem en zijn website wilden weten. In april 1995 openden Ma en He Yibing (een computerleraar) het eerste kantoor voor hun bedrijf China Pages. Binnen drie jaar had het bedrijf een winst van 5 miljoen Chinese yuan (op dat moment gelijk aan 800.000 Amerikaanse dollar). 
Ma begon websites te bouwen voor Chinese bedrijven met de hulp van vrienden in de VS.
Nadat Ma van 1998-1999 leidinggaf aan een technologiebedrijf dat was opgezet door het China International Electronic Commerce Center, een agentschap van het Chinese ministerie van Handel, richtte hij in 1999 Alibaba op. Alibaba is een handelsplatform dat verkopers en consumenten bij elkaar brengt. Het is nu een van de grootste webwinkels ter wereld met een omzet van US$ 70 miljard en een nettowinst van US$ 20 miljard in het gebroken boekjaar tot maart 2020. In Nederland is Alibaba via AliExpress actief.
Eind september 2018 kondigde Ma zijn vertrek aan als CEO van de Alibaba Group, maar hij blijft het bedrijf wel adviseren. Hij wil zich focussen op onderwijsprojecten die hij ook zal financieren. Begin 2021 werd het vermogen van Ma geschat op US$ 57,9 miljard, waarmee hij de rijkste man van China is.

### Kritiek aan de regering in oktober 2020
Op 24 oktober 2020 hield Ma in Sjanghai een kritische toespraak, waarin hij de stelling poneerde dat China feitelijk geen financieel stelsel heeft, hij de problemen van het bestaande stelsel met neurologische ziektes vergeleek en de verantwoordelijkheid van de president voor verdere ontwikkelingen en innovaties op dit gebied sterk relativeerde. Dit werd niet gewaardeerd door de autoriteiten. Het leidde ertoe dat de beursgang van zijn financiële vehikel Ant Group, dat onder meer betalingen en verzekeringen verzorgt, werd uitgesteld na een gesprek met Chinese toezichthouders. In december 2020 opende de Chinese mededingingstoezichthouder een onderzoek naar Alibaba. Het bedrijf wordt er onder meer van verdacht verkopers te dwingen om exclusief via Alibaba zaken te doen. Ma verdween daarna uit het openbare leven. Op 20 januari 2021 verscheen Ma na een maandenlange stilte weer met een filmpje op de Chinese sociale media, waarin hij leraren toesprak en over zijn weldadigheid sprak, zonder daarbij op de gebeurtenissen van de afgelopen twee maanden in te gaan.
In mei 2021 werd ook zijn vertrek bekendgemaakt als leider van Hupan University. Deze school werd door hem in 2015 opgericht met een sterke focus op ondernemerschap, bedrijfsmanagement en bedrijfscultuur. Het lesprogramma zou niet passen bij de ideologie van de Communistische Partij van China en dit moet worden aangepast. De naam is ook gewijzigd in Hupan Innovation Center.